# St. Joriskerk (Hoedekenskerke)

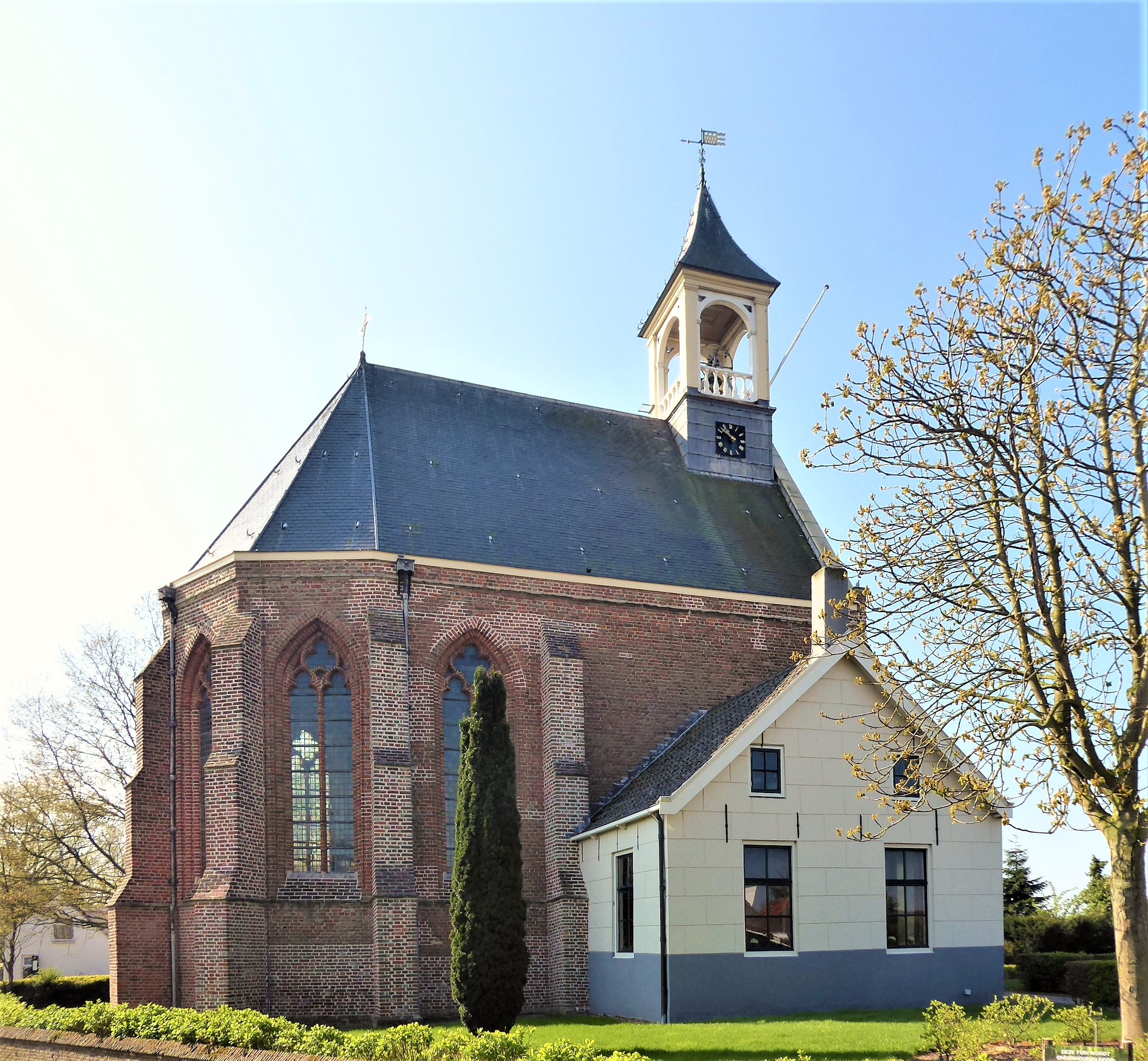
Die Sint Joriskerk

Die Sint Joriskerk ist ein Kirchengebäude der Protestantischen Kirche in den Niederlanden in Hoedekenskerke in der Gemeinde Borsele in der Provinz Zeeland. Sie stellt nur noch den erhaltenen Chorraum der mittelalterlichen Kirche dar, der seit 1966 als niederländisches Rijksmonument eingestuft ist.

## Geschichte
Die in der ersten Hälfte des 15. Jahrhunderts errichtete Pfarrkirche zu Hoedekenskerke war bis zur Reformation zu Ehren des heiligen Georg geweiht. Turm und Langhaus der Kirche wurden 1850 niedergelegt und somit der fünfseitig geschlossene Chor für den calvinistischen Gottesdienst hergerichtet. 1948 erfolgte nach schweren Sturmschäden eine grundlegende Renovierung. Der Innenraum der Kirche wird durch ein hölzernes Tonnengewölbe mit bemalten Rippen gedeckt. Die Kanzel stammt teilweise aus der ersten Hälfte des 17. Jahrhunderts. Die Kirchengemeinde gehört heute zur 2004 geschaffenen Protestantische Kirche in den Niederlanden. Die Kirche ist in den Sommermonaten für den Besuch geöffnet.

## Orgel
Die Orgel des Orgelbauers Jan Proper aus Kampen wurde 1904 durch die Orgelbaufirma Dekker aufgebaut. Das Instrument hat 6 Register auf einem Manual (Prestant 8', Holpijp 8', Viola di Gamba 8', Octaaf 4', Fluit 4', Octaaf 2'). Das Pedal ist angehängt.